# Ortopla commutanda
Ortopla commutanda là một loài bướm đêm trong họ Noctuidae.